# Іглиця бухтова
Іглиця бухтова (Syngnathus leptorhyncus) — іглиця, що мешкає в зостерових банках східної Пацифіки, де завдяки своїй стрункій формі та зеленому кольору їх неможливо відрізнити від листя морської трави. Як і в усіх представників родини Syngnathidae, ікру виношують самці, ховаючи її в спеціальних сумках.